# Ophiodoris contrarius
Ophiodoris contrarius är en ormstjärneart som beskrevs av Jean Baptiste François René Koehler 1904. Ophiodoris contrarius ingår i släktet Ophiodoris och familjen Ophionereididae. Inga underarter finns listade i Catalogue of Life.